# Cueta tumida
Cueta tumida is een insect uit de familie van de mierenleeuwen (Myrmeleontidae), die tot de orde netvleugeligen (Neuroptera) behoort. 
Cueta tumida is voor het eerst wetenschappelijk beschreven door Banks in 1913.